# 나가오카촌 (나가노현)
나가오카촌(일본어: 長丘村)은 일본 나가노현 시모타카이군에 있던 촌이다. 현재의 나카노시 중심부의 서북쪽에 해당한다.

## 역사
- 1889년 4월 1일 - 정촌제 시행에 의해 5촌의 구역을 확장해 성립하였다.
- 1954년 7월 1일 - 나카노정, 히노촌, 엔토쿠촌, 히라노촌,히라오카촌, 다카오카촌, 시나노촌, 야마토촌과 합병해 나카노시로 승격되어 동일 나가오카촌은 폐지되었다.

## 교통
2002년까지 구촌 지역에 나가노 철도 가토선 나카노키타역이 위치해 있었으나, 폐지 당시에는 미개업 상태였다. 

## 참고문헌
- 角川日本地名大辞典 20 長野県